# Dominic Sena
Dominic Sena (* 26. April 1949 in Niles, Ohio) ist ein US-amerikanischer Filmregisseur.
Sena startete Anfang der 1980er Jahre als Kameramann seine Karriere in der Filmindustrie und arbeitete ab Mitte der 1980er Jahre als Regisseur für Musikvideos und Werbefilme. Einen Grammy gewann er 1990 mit dem Film Rhythm Nation 1814 für Janet Jacksons gleichnamiges Album. In den 1990er Jahren drehte er weiter preisgekrönte Werbefilme, u. a. mehrere für die Firma Nike.
Sein erster Kinofilm war 1993 Kalifornia mit Brad Pitt.

## Filmografie
- 1989: Janet Jackson: Rhythm Nation
- 1993: Kalifornia
- 2000: Nur noch 60 Sekunden (Gone in Sixty Seconds)
- 2001: Passwort: Swordfish (Swordfish)
- 2006: 13 Graves (TV)
- 2009: Whiteout
- 2011: Der letzte Tempelritter (Season of the Witch)

### Videos
- 1989: Janet Jackson's Rhythm Nation 1814
- 1990: Janet Jackson: The Rhythm Nation Compilation
- 1994: The Best of Sting: Fields of Gold 1984–1994
- 1996: Janet Jackson: Design of a Decade 1986/1996
- 2004: From Janet. To Damita Jo: The Videos